# Christine Baranski
Christine Jane Baranski (* 2. května 1952, Buffalo, New York, USA) je americká herečka, držitelka ceny Emmy (ze 7 nominací celkem) a dvojnásobná držitelka prestižní divadelní Ceny Tony a několika dalších významných divadelních cen, která patří mezi nejváženější a nejuznávanější americké herečky.
Pochází z umělecké rodiny polského původu, už její prarodiče byli polští herci, její otec Lucien Baranski byl novinář.
Po studiích na newyorské konzervatoři Juilliard School začala vystupovat v místních divadlech.
Ačkoliv se v televizi objevuje již od dětství, své první větší filmové obdržela až na počátku 80. let.

## Filmografie, výběr
- 1986 9 a 1/2 týdne
- 1986 Orlové práva
- 1993 Adamsova rodina 2
- 1995 Jeffrey
- 1995 Cybill (nominace na Zlatý glóbus)
- 1996 Ptačí klec
- 1998 Skandál Bulworth
- 1999 Velmi nebezpečné známosti
- 1999 Trhák pana Bowfingera
- 2000 Grinch
- 2002 Chicago
- 2002 Guru
- 2004 Starosti pana starosty
- 2006 Našli mě naši
- 2006 Bonneville
- 2008 Mamma Mia!
- 2009 Teorie velkého třesku (nominace na Emmy)
- 2010 Exmanželka za odměnu
- 2018 Mamma Mia! Here We Go Again